# Vasilios Xydas
Vasilios Xydas (in greco Βασίλιος Ξυδάς?; Atene, 1877 – ...) è stato un astista greco.

## Biografia
Partecipò alle gare di atletica leggera delle prime Olimpiadi moderne che si svolsero ad Atene nel 1896, nel salto con l'asta, classificandosi al quarto posto, dopo aver saltato 2,40 m.